# 溴碘甲烷
溴碘甲烷是一种液体的混合卤代烃，非常易溶于氯仿。 
它的临界点为367.85 °C和6.3 MPa，折射率为1.6382 (20 °C, D)。